# 西斯特爾敦 (科羅拉多州)
西斯特爾敦（英語：Thistledtown）是位於美國科羅拉多州烏雷縣的一個非建制地區。該地的面積和人口皆未知。

## 地理
西斯特爾敦的座標為37°59′57″N 107°42′00″W / 37.99917°N 107.70000°W，而該地的平均海拔高度為2661米（即8730英尺）。